# Partido Nacional Democrático (RDA)
O Partido Nacional Democrático da Alemanha (em alemão: National-Demokratische Partei Deutschlands, NDPD) foi um partido político da República Democrática Alemã.
O partido foi fundado em 1948, com o objectivo de apelar às classes médias que tinham tido, no perído pré-Segunda Guerra Mundial, simpatias pelo Partido Nazi. O NDPD apelava ao sentimento patriótico e nacionalista alemão, apelando ao fim da discriminação aos antigos membros do Partido Nazi e, tendo importantes ligações aos serviços secretos e ao exército alemão-oriental.
O NDPD, foi o mais fiel dos partidos satélites ao SED, nunca tendo votando contra as  propostas do governo do regime comunista da RDA. 
Após a queda do comunismo na RDA, o NDPD tornou-se um partido independente, e, com a reunificação alemã, viria-se a juntar ao Partido Democrático Liberal.

## Resultados eleitorais

### Eleições legislativas
| Data | Votos  | %          | Deputados | +/- | Status   | Aliança         |
| ---- | ------ | ---------- | --------- | --- | -------- | --------------- |
| 1950 | N/D    | N/D        | 35 / 466  |     | Governo  | Frente Nacional |
| 1954 | N/D    | N/D        | 52 / 466  | 17  | Governo  | Frente Nacional |
| 1958 | N/D    | N/D        | 52 / 466  | =   | Governo  | Frente Nacional |
| 1963 | N/D    | N/D        | 45 / 434  | 7   | Governo  | Frente Nacional |
| 1967 | N/D    | N/D        | 45 / 434  | =   | Governo  | Frente Nacional |
| 1971 | N/D    | N/D        | 45 / 434  | =   | Governo  | Frente Nacional |
| 1976 | N/D    | N/D        | 45 / 434  | =   | Governo  | Frente Nacional |
| 1981 | N/D    | N/D        | 52 / 500  | 7   | Governo  | Frente Nacional |
| 1986 | N/D    | N/D        | 52 / 500  | =   | Governo  | Frente Nacional |
| 1990 | 44 292 | 0,4 (10.º) | 2 / 400   | 50  | Oposição |                 |